# スウとのんのん
スウとのんのんは、CBC・TBS系列の「ドラマ30」枠で、2005年2月7日から4月1日まで放送された昼ドラマ。

## キャスト
高原菫子(すみれこ)
演 - 今村恵子
のぞみの母。(愛称は「スウ」)OLをしながら女手一つでのぞみを育てる。
高原のぞみ
演 - 佐藤未来
皓と菫子の娘で保育園児。(愛称は「のんのん」)
稲垣皓
演 - 上原風馬
菫子の恋人でのぞみの父。菫子と同棲し、彼女の妊娠を機に結婚を決意した矢先に事故死。
佐伯志津
演 - 島かおり
豊上正宗
演 - 岸本祐二
毛利貴子
演 - 喜多嶋舞
菫子の同僚で友人。(愛称は「モーリ」)
三枝慶太
演 - 黒田アーサー
西園寺真
演 - 中原裕也
三浦リエコ
演 - 井上佳子
山田学
演 - 石井洋祐
海江田透子
演 - 大沢逸美
海江田柊也
演 - 森田直幸
稲垣巌
演 - 大出俊
皓の父でのぞみの祖父。
稲垣蘭子
演 - 上村香子
皓の母でのぞみの祖母。

## 原作
- 小沢真理『世界でいちばん優しい音楽』（講談社漫画文庫）

## 制作・スタッフ
- 制作 - 中部日本放送
- 脚本 - 渡辺典子[1]、小金丸大和
- プロデューサー - 山本恵三、冨永晃一、大羽秀樹
- 演出 - 堀場正仁

## 主題歌
- Bon-Bon Blanco 「愛がいっぱい」（コロムビアミュージックエンタテインメント）